# Eimskipafélag Íslands
Eimskipafélag Íslands ("IJslandse Stoombootmaatschappij"), bij het publiek beter bekend als Eimskip, is de oudste rederij van IJsland. Het bedrijf is genoteerd aan de OMX Iceland 15-index. Het bedrijf heeft vestigingen in 17 landen wereldwijd en agentschappen op een reeks strategische plaatsen elders in de wereld. De vloot van de nieuw gevormde onderneming bestond op 1 januari 2006 uit 61 vliegtuigen (Airbus en Boeing), 30 schepen en 170 vrachtauto's.
Het bedrijf werd op 17 januari 1914 opgericht. Eimskip hield zich in het begin bezig met vervoer van en naar IJsland, maar vervoert anno 2012 over de hele wereld. In 2005 nam Eimskip Avion Group over en voegde haar luchtvaartactiviteiten (de leasemaatschappijen Air Atlanta Icelandic en Avion Aircraft Trading, Avia Technical Services en SouthAir) samen met de scheepvaartactiviteiten van Eimskip.

## Dochterondernemingen

### EIMSKIP-CTG
Eimskip-CTG exploiteert in Noorwegen een vloot van koelschepen en koelhuizen gespecialiseerd in het vervoer en de behandeling van temperatuur gecontroleerde goederen.
In 2004 verwierf Eimskip een meerderheid van de CTG-aandelen en een jaar later de volledige aandelen. In november 2005 werden de activiteiten van CTG en Eimskip in Noorwegen samengevoegd onder de naam Eimskip-CTG.
Het hoofdkantoor bevindt zich in Sortland in Noorwegen en vier andere kantoren in Ålesund, Bergen, Fredrikstad en Tromsø.

### Faroe Ship
Faroe Ship is de oudste en grootste rederij van de Faeröer. De rederij werd in 1919 opgericht.
Faroe Ship werd een dochteronderneming van  Eimskip in 2004 toen de activiteiten bovendien werden versterkt door de overname van de transportbedrijven Heri Thomsen en Farmaleiðir Vanaf 2007 worden alle drie de bedrijven geëxploiteerd als Faroe Ship.

### Eimskip Flytjandi
Eimskip Flytjandi is het meest voorkomende service-netwerk over land op IJsland. Onafhankelijke vervoersbedrijven zijn lid van het service-netwerk en verzorgen gecoördineerde goederen vervoersdiensten op IJsland.
Het mail service center van Eimskip Flytjandi's bevindt zich in Reykjavík en de vervoerders, die 80 servicepunten bedienen op IJsland bevinden zich in alle delen van het land.

### TVG-Zimsen
TVG-Zimsen werd in 1996 gevormd door na de fusie van Tollvörugeymslan en het in 1894 opgerichte Jes Zimsen's scheepsonderdelen. TVG is eerst en vooral een bedrijf dat zich op transportoplossingen richt op zee, lucht, binnenlands vervoer en documentatie.
Herjólfur
Eimskip voert onder de naam Herjólfur de veerdienst uit tussen IJsland en de Westmaneilanden aan de zuidelijke kust van IJsland. Vijf keer per dag vaart een schip van Þorlákshöfn naar Heimaey.

## Maritiem verkeer
Eimskip is verantwoordelijk voor de eerste etappe van het maritieme verkeer tussen Noord-Amerika en Groenland. Eimskip verzorgt de sleepdienst voor schepen van de Royal Arctic Line tussen Reykjavik en Nuuk.

## Management
- Sindri Sindrason, voorzitter
- Hannes Hilmarsson, voorzitter Air Atlanta Icelandic
- Baldur Gudnason, CEO Eimskip
- John O'Loughlin, CEO Avia Technical Services